# ラヨ・デ・ハリスコ
ラヨ・デ・ハリスコ（Rayo de Jalisco、1932年11月22日 - 2018年7月19日）は、メキシコシティ出身の覆面レスラー。「稲妻仮面」の異名を持つ。本名はマキシモ・リナレス・モレノ（Máximino "Max" Linares Moreno）。兄弟にはトニー・シュガー、ブラック・シュガー、息子はラヨ・デ・ハリスコ・ジュニア、孫はレイマン事イホ・デル・ラヨ・デ・ハリスコ・ジュニア。妻もレスラーだった。甥にはウルトラ・ラヨ、ミステル・ラヨ、ラヨ・スターがいる。

## 来歴
18歳の時にイダルゴ州トゥランシンゴに移り住む。ディアブロ・ベラスコジム出身。1950年2月にミスター・ミステリオの名でデビュー。その後アギラ・ネグラと改名、トレオンに住み、兄弟のトニー・シュガー等と共にトレーニングを積み、1954年8月にはドクトル・カーチス、1957年にはトニー・カーチス、その後エル・ラヨとリングネームを変え、1958年3月にはラヨ・デ・ハリスコで登場。ラヨ・デ・ハリスコとは日本語でハリスコ州の稲妻の意味がある。
1970年代後半頃から一時期廃業していた時期があるが1986年末あたりカムバックし息子とタッグも組んだ。1989年6月30日、モンテレイでの興行で、60年代からの盟友でありライバルであったブルー・デモンとマスクを賭けた試合に破れ、素顔をさらした。その年の内に引退。
独特の空中殺法トペ・デ・レベルサ（背面プランチャ）を開発し売りにしていた。
2018年7月19日、ハリスコ州グアダラハラにて老衰のため死去したことが家族によって告知された。85歳没。

## 得意技
- トペ・デ・レベルサ（背面プランチャ）

## 獲得タイトル
- NWA世界ミドル級王座: 3回
- 連邦区ミドル級王座
- メキシコナショナルタッグ王座 : 2回（パートナー:エル・サント）
- AAA殿堂